# يوم كندا
يوم كندا (بالإنجليزية: Canada Day) (بالفرنسية: Fête du Canada) هو يوم كندا الوطني وعطلة رسمية في كافة ولايات البلاد. يتم الاحتفال فيه بتاريخ 1 يوليو/تموز من كل عام وهي ذكرى سن قانون أصدر عام 1867م يوم الأول من تموز تم بموجبه توحيد كندا كبلد موحد يتألف من أربع محافظات. يتم الاحتفال بيوم كندا في كافة أرجاء كندا وكذلك دولياً في ممثليات كندا وسفاراتها في أنحاء العالم.